# Envoi
Un envoi est un petit couplet final, destiné à en faire hommage, d’une pièce en vers comme la ballade et le chant royal notamment.

## Historique
Au XIVe siècle, la poésie française est passée de la chanson au texte écrit. Utilisant, à l’origine, un refrain, la ballade qui a évolué pour inclure un envoi tandis que le chant royal a utilisé celui-ci dès ses débuts.
Les principaux représentants de ces formes étaient Christine de Pisan et Charles d'Orléans, dans l’œuvre desquels l’envoi a sensiblement changé de nature. Ils ont de temps en temps maintenu l’invocation au prince ou aux entités abstraites telles que l’espoir ou l’amour comme code désignant une figure d’autorité à qui le protagoniste du poème pourrait en appeler ou, dans les quelques poésies de Charles d’Orléans, s’adresser à la royauté. L’envoi a néanmoins, plus fréquemment servi, dans leur œuvre, de commentaire sur les strophes précédentes, qui renforce ou sape avec ironie le message du poème.
Dans la ballade, l’envoi était égal à la moitié des autres couplets, et répétait, en général, les rimes de leur seconde partie, y compris leur commun refrain. Voici, par exemple, l’envoi de la Ballade de l’appel de Villon :
Prince, si j’eusse eu la pépie,
Pieça je fusse où est Clotaire,
Aux champs debout, comme ung espie :
Étoit-il lors temps de me taire ?
Le même Villon signait parfois ses ballades en mettant un acrostiche dans l’envoi. C’est le cas de la Ballade pour prier Notre Dame, de la Ballade de la Grosse Margot, de la Ballade de bon conseil, du Débat du cœur et du corps de Villon et de la Ballade des contre-vérités. Cela pouvait conduire à des envois irréguliers (plus longs, rimes réagencées), comme c'est le cas pour celui de la dernière ballade citée :
Voulez vous que verté vous dye ?
Il n'est jouer qu'en maladie,
Letre vraye que tragédie
Lasche[s] homs que chevalereux,
Orrible son que mélodye
Ne bien conseillé que amoureulx.
Certains commentateurs s'appuient même sur l'acrostiche un peu défectueux de l'une des ballades en jargon du manuscrit de Stockholm pour attribuer la paternité de celle-ci à Villon, tandis que d'autres ne trouvent pas l'argument probant.
Dans le chant royal, où chaque couplet comprenait onze vers, l’envoi était de cinq ou de sept. On a placé aussi des envois à la suite des rondeaux, et quelquefois à la suite du conte en vers et de la chanson. Il ramène le refrain de la pièce, toutes les fois qu’elle en a un, et c’est pour marquer ce retour de la rime et de l’idée dominante que les troubadours appelaient leurs envois tornadas.
L’envoi est aussi le nom donné à l’Ite missa est à la fin de la célébration liturgique.

## Source
- Gustave Vapereau, Dictionnaire universel des littératures, Paris, Hachette, 1876, p. 709